# جون جاي (محامي)
جون جاي (بالإنجليزية: John Jay)‏ هو دبلوماسي ومحامي أمريكي، ولد في 23 يونيو 1817 في نيويورك في الولايات المتحدة، وتوفي بنفس المكان في 5 مايو 1894.